# الرد على الجهمية
كتاب الرَّدِّ عَلَى الْجَهْمِيَّةِ من تأليف عثمان بن سعيد الدارمي صَنَّف الكتاب ليردَّ على الجهمية و المُعطَّله وذكرَ فيهِ قواعدَ مُهمَّة في الرد عليهم.

## موضوع الكتاب و أبوابه
في هذا الكتاب تناول المؤلف فواعد عامة لدى أهل الحديث في كيفية الرد والتعامل مع أهل البدع وجعلَ كتابُ على أبوابٍ هي
1. باب الإيمان بالعرش[1]
2. باب استواء الرب تبارك وتعالىٰ علىٰ العرش و ارتفاعه الىٰ السماء وبينونته من الخلق[2]
3. باب الاحتجاب[3]
4. باب النزول[4]
5. باب النزول ليلة النصف مِن شعبان[5]
6. باب النزول يوم عرفة[6]
7. باب نزول الرب تبارك وتعالىٰ يوم القيامة للحساب[7]
8. باب نزول الله لأهل الجنة[8]
9. باب الرُّؤية[9]
10. باب ذكر عِلمِ الله تبارك وتعالىٰ[10]
11. باب الإيمان بكلام الله تبارك وتعالىٰ[11]
12. باب الاحتجاج للقرآن أنه غير مخلوق[12]
13. باب الاحتجاج علىٰ الواقفة[13]
14. باب الاحتجاج في إكفار الجهمية[14]
15. باب قتل الزنادقة والجهمية، واستتابتهم من كفرهم[15]

## أقوال أهل العلمِ في الكتاب
- قال أبو زرعة في مؤلفات الدارمي: «رزق حسن التصنيف»[16]
- قال ابن قيم الجوزية في النونية:[17]

- قال السفاريني: «وَمِمَّنْ أَلَّفَ فِي عَقَائِدِ السَّلَفِ، وَذَكَرَ مُعْتَقَدَهُمْ...وَكَذَلِكَ الْكُتُبُ الْمُصَنَّفَةُ فِي السُّنَّةِ وَالرَّدِّ عَلَى الْجَهْمِيَّةِ..وَكِتَابِ رَدِّ عُثْمَانَ بْنِ سَعِيدٍ الدَّارِمِيِّ، وَكِتَابِ الرَّدِّ عَلَى الْجَهْمِيَّةِ لَهُ وَغَيْرِ ذَلِكَ»[18]

- ذكر ابن تيمية مصادر تلقي علوم السلف، من ضمنها كتاب الرد على الجهمية[19]
- قال مرعي الكرمي: «والعاقل يسير فَينْظر فَكَلَام السّلف فِي هَذَا الْبَاب مَوْجُود فِي كتب كَثِيرَة» وذكر من جملة الكتب كتاب الرد على الجهمية للدارمي[20]
- قال إسحاق بن عبد الرحمن آل الشيخ: «ومن تغذى بكلام المتأخرين من غير إشراف على كتب أهل السنة المشتهرين، ككتاب السنة لعبد الله بن الإمام أحمد، وكتاب السنة للخلال، وكتاب السنة للالكائي، والدارمي، وغيرهم، بقي في حيرة وضلال»[21]

### فهرس المراجع
وب
1. ↑  "ص32 - كتاب الرد على الجهمية للدارمي ت البدر - باب الإيمان بالعرش وهو أحد ما أنكرته المعطلة قال أبو سعيد وما ظننا أنا نضطر إلى الاحتجاج على أحد ممن يدعي الإسلام في إثبات العرش والإيمان به حتى ابتلينا بهذه العصابة الملحدة في آيات الله فشغلونا بالاحتجاج لما لم تختلف فيه الأمم قبلنا وإلى الله - المكتبة الشاملة". shamela.ws. مؤرشف من الأصل في 2024-04-02. اطلع عليه بتاريخ 2024-04-02.
2. ↑  "ص40 - كتاب الرد على الجهمية للدارمي ت البدر - باب استواء الرب تبارك وتعالى على العرش وارتفاعه إلى السماء وبينونته من الخلق وهو أيضا مما أنكروه وقد قال الله تبارك وتعالى إن ربكم الله الذي خلق السموات والأرض في ستة أيام ثم استوى على العرش وقال تنزيلا ممن خلق الأرض والسموات العلى الرحمن على - المكتبة الشاملة". shamela.ws. مؤرشف من الأصل في 2024-04-02. اطلع عليه بتاريخ 2024-04-02.
3. ↑  "ص71 - كتاب الرد على الجهمية للدارمي ت البدر - باب الاحتجاب قال الله تبارك وتعالى وما كان لبشر أن يكلمه الله إلا وحيا أو من وراء حجاب - المكتبة الشاملة". shamela.ws. مؤرشف من الأصل في 2024-04-02. اطلع عليه بتاريخ 2024-04-02.
4. ↑  "ص74 - كتاب الرد على الجهمية للدارمي ت البدر - باب النزول قال أبو سعيد رحمه الله فمما يعتبر به من كتاب الله عز وجل في النزول ويحتج به على من أنكره قوله تعالى هل ينظرون إلا أن يأتيهم الله في ظلل من الغمام والملائكة وقوله وجاء ربك والملك صفا صفا وهذا يوم القيامة إذا نزل الله ليحكم بين - المكتبة الشاملة". shamela.ws. مؤرشف من الأصل في 2024-04-02. اطلع عليه بتاريخ 2024-04-02.
5. ↑  "ص81 - كتاب الرد على الجهمية للدارمي ت البدر - باب النزول ليلة النصف من شعبان - المكتبة الشاملة". shamela.ws. مؤرشف من الأصل في 2024-04-02. اطلع عليه بتاريخ 2024-04-02.
6. ↑  "ص85 - كتاب الرد على الجهمية للدارمي ت البدر - باب النزول يوم عرفة - المكتبة الشاملة". shamela.ws. مؤرشف من الأصل في 2024-04-02. اطلع عليه بتاريخ 2024-04-02.
7. ↑  "ص86 - كتاب الرد على الجهمية للدارمي ت البدر - باب نزول الرب تبارك وتعالى يوم القيامة للحساب - المكتبة الشاملة". shamela.ws. مؤرشف من الأصل في 2024-04-02. اطلع عليه بتاريخ 2024-04-02.
8. ↑  "ص90 - كتاب الرد على الجهمية للدارمي ت البدر - باب نزول الله لأهل الجنة - المكتبة الشاملة". shamela.ws. مؤرشف من الأصل في 2024-04-02. اطلع عليه بتاريخ 2024-04-02.
9. ↑  "ص102 - كتاب الرد على الجهمية للدارمي ت البدر - باب الرؤية قال أبو سعيد رحمه الله قال الله تعالى وجوه يومئذ ناضرة إلى ربها ناظرة وقال كلا إنهم عن ربهم يومئذ لمحجوبون ثم إنهم لصالوا الجحيم ثم يقال هذا الذي كنتم به تكذبون ففي هذا دليل أن الكفار كلهم محجوبون عن النظر إلى الرحمن عز وعلا - المكتبة الشاملة". shamela.ws. مؤرشف من الأصل في 2023-06-27. اطلع عليه بتاريخ 2024-04-02.
10. ↑  "ص130 - كتاب الرد على الجهمية للدارمي ت البدر - باب ذكر علم الله تبارك وتعالى - المكتبة الشاملة". shamela.ws. مؤرشف من الأصل في 2024-04-02. اطلع عليه بتاريخ 2024-04-02.
11. ↑  "ص155 - كتاب الرد على الجهمية للدارمي ت البدر - باب الإيمان بكلام الله تبارك وتعالى قال أبو سعيد فالله المتكلم أولا وآخرا لم يزل له الكلام إذ لا متكلم غيره ولا يزال له الكلام إذ لا يبقى متكلم غيره فيقول لمن الملك اليوم أنا الملك أين ملوك الأرض فلا ينكر كلام الله عز وجل إلا من يريد - المكتبة الشاملة". shamela.ws. مؤرشف من الأصل في 2024-04-02. اطلع عليه بتاريخ 2024-04-02.
12. ↑  "ص184 - كتاب الرد على الجهمية للدارمي ت البدر - باب الاحتجاج للقرآن أنه غير مخلوق قال أبو سعيد رحمه الله فمن ذلك ما أخبر الله تعالى في كتابه عن زعيم هؤلاء الأكبر وإمامهم الأكفر الذي ادعى أولا أنه مخلوق وهو الوحيد واسمه الوليد بن المغيرة فأخبر الله عن الكافر دعواه فيه ثم أنكر عليه دعواه - المكتبة الشاملة". shamela.ws. مؤرشف من الأصل في 2024-04-02. اطلع عليه بتاريخ 2024-04-02.
13. ↑  "ص193 - كتاب الرد على الجهمية للدارمي ت البدر - باب الاحتجاج على الواقفة قال أبو سعيد رحمه الله ثم إن ناسا ممن كتبوا العلم بزعمهم وادعوا معرفته وقفوا في القرآن فقالوا لا نقول مخلوق هو ولا غير مخلوق ومع وقوفهم هذا لم يرضوا حتى ادعوا أنهم ينسبون إلى البدعة من خالفهم وقال بأحد هذين القولين - المكتبة الشاملة". shamela.ws. مؤرشف من الأصل في 2024-04-03. اطلع عليه بتاريخ 2024-04-02.
14. ↑  "ص198 - كتاب الرد على الجهمية للدارمي ت البدر - باب الاحتجاج في إكفار الجهمية قال أبو سعيد رحمه الله ناظرني رجل ببغداد منافحا عن هؤلاء الجهمية فقال لي بأية حجة تكفرون هؤلاء الجهمية وقد نهي عن إكفار أهل القبلة بكتاب ناطق تكفرونهم أم بأثر أم بإجماع فقلت ما الجهمية عندنا من أهل القبلة وما - المكتبة الشاملة". shamela.ws. مؤرشف من الأصل في 2024-04-02. اطلع عليه بتاريخ 2024-04-02.
15. ↑  "ص208 - كتاب الرد على الجهمية للدارمي ت البدر - باب قتل الزنادقة والجهمية واستتابتهم من كفرهم - المكتبة الشاملة". shamela.ws. مؤرشف من الأصل في 2024-04-02. اطلع عليه بتاريخ 2024-04-02.
16. ↑  شمس الدين الذهبي (1985)، سير أعلام النبلاء، تحقيق: شعيب الأرنؤوط، مجموعة (ط. 1)، بيروت: مؤسسة الرسالة، ج. 13، ص. 324، OCLC:4770539064، QID:Q113078038 – عبر المكتبة الشاملة
17. ↑  "ص91 - كتاب نونية ابن القيم الكافية الشافية ط مكتبة ابن تيمية - فصل في الإشارة إلى الطرق النقلية الدالة على أن الله تعالى فوق سماواته على عرشه - المكتبة الشاملة". shamela.ws. مؤرشف من الأصل في 2024-04-02. اطلع عليه بتاريخ 2024-04-02.
18. ↑  "ص22 - كتاب لوامع الأنوار البهية - التعريف السابع بيان المراد بمذهب السلف - المكتبة الشاملة". shamela.ws. مؤرشف من الأصل في 2024-04-02. اطلع عليه بتاريخ 2024-04-02.
19. ↑  ابن تيمية (2004). مجموع الفتاوى. تحقيق: عبد الرحمن بن قاسم، محمد بن عبد الرحمن بن قاسم. المدينة المنورة: مجمع الملك فهد لطباعة المصحف الشريف. ج. 5. ص. 24. ISBN:978-9960-770-47-5. OCLC:1181443508. QID:Q115683684 – عبر المكتبة الشاملة.
20. ↑  "ص233 - كتاب أقاويل الثقات في تأويل الأسماء والصفات والآيات المحكمات والمشتبهات - فضحك - المكتبة الشاملة". shamela.ws. مؤرشف من الأصل في 2024-04-02. اطلع عليه بتاريخ 2024-04-02.
21. ↑  مجموعة من المؤلفين (1996)، الدُّرَر السَّنِيَّة في الأجوبة النَّجدِيَّة، تحقيق: عبد الرحمن بن قاسم (ط. 6)، الرياض: دار القاسم، ج. 3، ص. 338، OCLC:4770835656، QID:Q124364206 – عبر المكتبة الشاملة